# Кулемзино
Кулемзино (рос. Кулемзино) — село в Рильському районі Курської області Російської Федерації.
Населення становить 8 осіб. Входить до складу муніципального утворення Студеноцька сільрада.

## Історія
Населений пункт розташований на території українського етнічного та культурного краю Східна Слобожанщина.
Від 2004 року входить до складу муніципального утворення Студеноцька сільрада.

## Населення
| 2002 | 2010 |
| ---- | ---- |
| 41   | ↘8   |